# Cthulhu

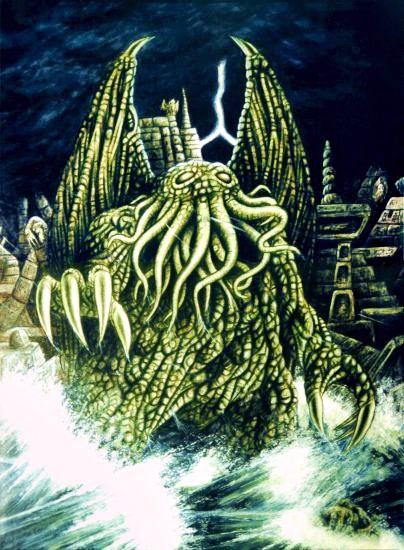
Cthulhu en R'lyeh

Cthulhu (alternatieve spellingen: Tulu, Cthulu, Ktulu, en veel andere) is een fictieve, monsterlijke godheid binnen de Cthulhu Mythos van H.P. Lovecraft. Hij maakt zijn eerste opwachting in het verhaal The Call of Cthulhu uit 1928. Cthulhu krijgt in het Engels soms de titel Great (Groot) of Dread (Afschrikwekkend).

## Achtergrond
Cthulhu kwam miljoenen jaren geleden op aarde terecht en wordt beschreven als een kolossaal wezen dat zijn tijd doorbrengt in de verzonken stad R'lyeh in de Grote Oceaan. Hij is de priester van een pantheon van goden dat bekendstaat als De Grote Ouden (Great Old Ones), waarvan hij zelf ook deel uitmaakt. Zij zouden samen hebben geregeerd over de Aarde ver voordat de mensheid ontstond.
De oorsprong van Cthulhu wordt in geen van Lovecrafts verhalen onthuld, maar onder fans wordt de planeet Vhoorl vaak als zijn thuisplaneet gezien. Cthulhu’s lichaam is gemaakt van een voor mensen onbekende buitenaardse materie. Cthulhu wordt in Lovecrafts verhalen verder omschreven als een wezen waarvan het exacte uiterlijk niet in woorden te omvatten is. Wel vermeldt de omschrijving dat hij een groene huid en klauwen heeft en mogelijk zo groot als een berg is. Het personage Francis Wayland Thurston omschrijft in The Call of Cthulhu een kleisculptuur van hem als een mengeling tussen een octopus, een draak en een menselijke karikatuur met rudimentaire vleugels.
Binnen de verhalen van Lovecraft bestaan er overal ter wereld menselijke sekten die Cthulhu vereren, zoals bij de Inuit, de Arabieren, de Pacifische Eilanden en in moeraslanden ten zuiden van New Orleans. De afzonderlijke stammen kennen Cthulhu soms onder verschillende namen. Hun doel zou zijn om de Grote Ouden te helpen bij hun ontwaking en terugkeer naar de aarde wanneer de sterren in de juiste positie staan. De hogepriesters van de sekte zouden Cthulhu in staat kunnen stellen om dit te doen. Zijn aanbidders gebruiken doorgaans de spreuk Ph'nglui mglw'nafh Cthulhu R'lyeh wgah'nagl fhtagn tijdens hun aanbidding, wat In his house at R'lyeh, dead Cthulhu waits dreaming zou betekenen.

## Naam
De naam Cthulhu wordt gewoonlijk uitgesproken als /kəˈθuːluː/, /kəˈθʊːluː/, of /kəˈtʰʊːluː/ (IPA transliteratie); maar dit is volgens Lovecraft slechts hoe de menselijke stembanden de klanken van een buitenaardse taal het dichtst kunnen benaderen. Lovecraft zelf werpt trouwens op dat "Khlul'hloo" een betere uitspraak zou kunnen zijn.

## Mythos
De verhalencyclus die geschreven werd door Lovecraft, zijn protegés en zijn literaire opvolgers dragen het label Cthulhu Mythos, een term die is bedacht door August Derleth, maar niet door Lovecraft werd gebruikt. Het personage Cthulhu is hierin nog een van de minder verschrikkelijke schepsels. Cthulhu zelf debuteerde in Lovecrafts korte verhaal The Call of Cthulhu (1928). Hij verschijnt kort in enkele andere werken.

## Cthulhu in populaire cultuur
Cthulhu wordt vaak vermeld door artiesten in de literatuur, muziek, televisie, film en computer- en kaartspellen. Zo hebben meerdere artiesten een lied gemaakt over Cthulhu of de Mythos (bijvoorbeeld Metallica met The Call of Ktulu en Dream No More, Cradle Of Filth met Cthulhu Dawn, deadmau5 met Cthulhu Sleeps) en Code:Pandorum met Cthulhu. Cthulhu is oproepbaar in het spel Scribblenauts en speelt een rol in de afleveringen Coon 2: Hindsight, Mysterion Rises, en Coon vs. Coon & Friends van South Park. Daarnaast speelt de Cthulhu Mythos een grote rol in de Black Ops-, Black Ops 2 en Black Ops 3-zombiefranchise van Treyarch, al werd dit pas bekend in Black Ops 3 en werd er gehint in de voorgangers van Black Ops 3. Cthulhu is ook een speelbare charachter in de bekende MOBA Smite, Cthulhu is in deze game een guardian. Ook komt hij voor in kaartspellen als Munchkin en Smash Up. Ook zit Cthulhu in het videospel Terraria, waarin zijn oog en brein als baas beschikbaar zijn.